# Gaillard de La Motte
 (août 2013).
Si vous disposez d'ouvrages ou d'articles de référence ou si vous connaissez des sites web de qualité traitant du thème abordé ici, merci de compléter l'article en donnant les références utiles à sa vérifiabilité et en les liant à la section « Notes et références ».
Pour les articles homonymes, voir La Motte.
Gaillard de La Motte (ou de La Mothe), né à Bordeaux et mort le 20 novembre ou le 20 décembre 1356 à Avignon, neveu du pape Clément V, est un prélat catholique français, qui fut évêque et cardinal.
C'est lui qui construit le château de Roquetaillade en sud Gironde et le Palais Cardinal à Saint-Emilion. 

## Repères biographiques
Gaillard de La Motte est chanoine à Narbonne, protonotaire apostolique, maître de chapelle du diocèse de Chichester en 1312-1356, prébendier de Milton Ecclesia (Great Milton, dans l'Oxfordshire) et archidiacre d'Oxford en 1313-1356.
La Motte est créé cardinal par Jean XXII lors du consistoire du 17 décembre 1316. Le même pontife le nomme au siège de Riez en 1318. Gaillard refuse et se retire alors à Avignon.
Le cardinal de La Motte est prébendier de Stokes, d'Aylesbury, archidiacre d'Ely et trésorier du diocèse de Salisbury. En 1346 il est prieur d'Ispagnac. Il participe au conclave de 1334, lors duquel Benoît XII est élu, au conclave de 1342 (élection de Clément VI) et à celui de 1352 (élection d'Innocent VI).
Il ne doit pas être confondu avec le cousin germain de sa mère Elips de Got, Gaillard de Préchac (de Preyssac), un neveu de Clément V par sa mère Vidal/Vitale/Gailharde de Got — sœur du pape et d'Arnaud-Garcie de Gout, femme d'Arnaud-Bernard Ier de Préchac (Préchac et Preyssac à Daignac ; soudan de la Trau) — qui est fait évêque de Toulouse par son oncle le pape en 1305. Mais en 1317, année où le pape Jean XXII érige l'évêché de Toulouse en archevêché, Gaillard en est dépossédé, pour avoir dépensé ses revenus fort considérables et s'être compromis dans l'affaire Hugues Géraud.